# Groupe d'IC 4866
Le groupe d'IC 4845 comprend au moins 12 galaxies situées dans la constellation du Paon. La distance moyenne entre ce groupe et la Voie lactée est d'environ 60,0 Mpc (∼196 millions d'al).

## Membres
Le tableau ci-dessous liste les 13 galaxies du groupe indiquées dans l'article de A.M. Garcia paru en 1993. La galaxie ESO 141-21 est une lointaine galaxie et elle ne fait pas partie de ce groupe.
| Nom        | Class.       | Type                  | α (J2000.0)     | δ (J2000.0)     | Vitesse radiale (km/s) | m            | Distance (Mpc) | Diamètre (kal) |
| ---------- | ------------ | --------------------- | --------------- | --------------- | ---------------------- | ------------ | -------------- | -------------- |
| NGC 6739   | (L)SA(r)0^0  | Lenticulaire          | 19h 07m 29.25s  | -65° 25′ 43.0″  | 4221 ± 21              | 12,2         | 62,1 ± 4,4     | 228            |
| NGC 6746   | SA0-?        | Lenticulaire          | 19h 10m 20.01s  | -61° 58′ 12.6″  | 4161 ± 40              | 12,6         | 60,7 ± 4,3     | 166            |
| NGC 6769   | SAB(r)b pec  | Spirale intermédiaire | 19h 18m 22.68s  | -60° 30′ 03.9″  | 3863 ± 38              | 11,8         | 56,2 ± 4,0     | 385            |
| NGC 6770   | SAB(rs)b pec | Spirale intermédiaire | 19h 18m 37.32s  | -60° 29′ 47.3″  | 3841 ± 8               | 11,9         | 55,8 ± 3,9     | 314            |
| NGC 6771   | SB0^+(r)?    | Lenticulaire          | 19h 18m 39.51s  | -60° 62′ 45.6″  | 4215 ± 18              | 12,5         | 61,4 ± 4,3     | 326            |
| NGC 6782   | (R)SAB(r)a   | Spirale barrée        | 19h 23m 57.900s | -59° 55′ 20.90″ | 3920 ± 13              | 11,0         | 56,9 ± 4,0     | 270            |
| IC 4827    | SA(s)ab?     | Spirale               | 19h 13m 21.24s  | -60° 51′ 36.6″  | 4399 ± 10              | 12,2         | 64,1 ± 4,5     | 222            |
| IC 4828    | S?           | Spirale               | 19h 13m 40.69s  | -62° 04′ 57.4″  | 3843 ± 45              | 12,2         | 56,0 ± 4,0     | 82             |
| IC 4831    | (R')SA(s)ab  | Spirale               | 19h 14m 43.84s  | -62° 16′ 21.4″  | 4345 ± 6               | 11,3         | 63,4 ± 4,4     | 246            |
| IC 4838    | Sbc          | Spirale               | 19h 16m 46.19s  | -61° 36′ 51.8″  | 4329 ± 63              | 11,3         | 63,1 ± 4,5     | 132            |
| IC 4842    | E?           | Ellitique             | 19h 19m 24.47s  | -60° 38′ 39.3″  | 4049 ± 17              | 12,4         | 58,9 ± 4,1     | 126            |
| IC 4845    | SAB(rs)ab    | Spirale intermédiaire | 19h 20m 22.49s  | -60° 23′ 21.0″  | 3944 ± 10              | 11,6         | 57,3 ± 4,0     | 177            |
| IC 4866    | (R)SAB(s)b?  | Spirale intermédiaire | 19h 34m 34.75s  | -61° 08′ 44.8″  | 420 ± 190              | 13,0         | 61,0 ± 5,1     | 135            |
| ESO 141-21 | S?           | Spirale               | 19h 03m 07.51s  | -60° 25′ 24.2″  | 10317 ± 10 A           | 12,35 ± 0,03 | 152,2 ± 10,7   | 245            |

- A Cette galaxie lointaine ne fait pas partie de ce groupe.

Le site DeepskyLog permet de trouver aisément les constellations des galaxies mentionnées dans ce tableau ou si elles ne s'y trouvent pas, l'outil du site constellation permet de le faire à l'aide des coordonnées de la galaxie. Sauf indication contraire, les données proviennent du site NASA/IPAC.